# Phước Hòa (Bình Dương)
Phước Hòa is een xã in huyện Phú Giáo, een district in de Vietnamese provincie Bình Dương.
Phước Hòa ligt ten zuidwesten van Phước Vĩnh, de hoofdplaats van het district. Phước Hòa ligt in het zuiden van het district en ligt op de zuidelijke oever van de Sông Bé. In het westen grenst Phước Hòa aan district Bến Cát en in het zuiden aan district Tân Uyên.